# Hiromitsu Isogai
Hiromitsu Isogai (Kumamoto, 19. travnja 1969.) japanski je nogometaš.

## Klupska karijera
Igrao je za Gamba Osaka i Urawa Reds.

## Reprezentativna karijera
Za japansku reprezentaciju igrao je 1995. godine. Odigrao je 2 utakmice.
S japanskom reprezentacijom Hiromitsu Isogai je igrao na Kupa konfederacija 1995.

## Statistika
| Japan  | Japan | Japan |
| Godina | Nast. | Gol.  |
| ------ | ----- | ----- |
| 1995.  | 2     | 0     |
| Ukupno | 2     | 0     |

## Vanjske poveznice
- National Football Teams
- Japan National Football Team Database